# Nicolaas Bondt
Nicolaas Bondt (Wilsveen, 20 maart 1765 - Amsterdam, 17 augustus 1796) was een Nederlandse botanicus en scheikundige. 

## Werkzaamheden
Bondt onderzocht onder andere de geneeskracht van de bast van de Surinaamse Geoffraea en de eigenschappen van verschillende soorten melk. In 1791 werd hij lid van het natuur- en scheikundig gezelschap van de Hollandse Scheikundigen met A. Paets van Troostwijk, Pieter Nieuwland, A. Lauwerenberg en J.R. Deiman. In oktober 1793 werd hij benoemd tot professor in de botanie aan het Athenaeum Illustre.

## Publicaties
- Over de uitmuntende eigenschappen van den bast der Surinaamsche Geoffraea in de geneeskunde, vertaald en verm. door H.A. Bake (Leiden, 1790)
- 'Traité pour déterminer, par l'examen comparé des propriétés physiques et chymiques, la nature des laits de femme, de vache, de chêvre, d'anesse, de brebis et de jument (Parijs, 1790)

## Politieke overtuiging
Bondt was een overtuigd patriot. Hij was lid van de vooraanstaande Amsterdamse genootschappen Concordia et Libertate, Libertate et Concordia en Felix Meritis. In 1795 werd hij na de totstandkoming van de Bataafse Revolutie als volksvertegenwoordiger gekozen in de Amsterdamse Raad, waar hij in het Comité Algemeen Welzijn een belangrijke rol vervulde.